# Genova Challenger 1989
Il Genova Challenger 1989 è stato un torneo di tennis facente parte della categoria ATP Challenger Series nell'ambito dell'ATP Challenger Series 1989. Il torneo si è giocato a Genova in Italia dal 4 al 10 settembre 1989 su campi in terra rossa.

## Vincitori

### Singolare
Magnus Larsson ha battuto in finale  Bruce Derlin con il punteggio di 6–1, 6–3

### Doppio
Tarik Benhabiles /  Eduardo Furusho hanno battuto in finale  Emilio Marturano /  Fabio Melegari con il punteggio di 6–2, 6–2